# Cortil-Noirmont
Pour les articles homonymes, voir Noirmont (homonymie).
Cortil-Noirmont (en wallon Corti-Noermont) est une section de la commune belge de Chastre située en Région wallonne dans la province du Brabant wallon.
C'était une commune à part entière avant la fusion des communes de 1977.
À l'époque du royaume uni des Pays-Bas, Cortil et Noirmont ont été fusionnées (par arrêté royal) le 1er mars 1822.

## Démographie
- Sources:INS, Rem:1831 jusqu'en 1970=recensements, 1976= nombre d'habitants au 31 décembre